# Ландейяхёбн
Ландейяхёбн (исл. Landeyjahöfn, ˈlanteiˑjaˌhœpn̥) — небольшой порт на юге Исландии в регионе Сюдюрланд. Расположен неподалёку от устья реки Маркарфльоут на южном побережье Исландии, в 15 километрах к северу от архипелага Вестманнаэйяр и 134 км на юго-восток от Рейкьявика.

## Характеристика
Между островами Вестманнаэйяр и Исландией с 1959 существует морская автомобильная грузопассажирская паромная переправа. Но так как бухт удобных для судоходства, на ровном плоском южном побережье Исландии нет совсем, то паром Herjólfur ходил от порта Вестманнаэйяр в порт Торлауксхёбн, расположенный в 50 км к западу на полуострове Рейкьянес. Для сокращения длины переправы, в начале 2000-х в относительно глубоком месте вблизи от устья реки Маркарфльоут была сооружена искусственная гавань окруженная двойными пирсами, в которой расположился порт Ландейяхёбн. Порт стоился исключительно для обслуживания паромной переправы длиной около 15 километров до островов Вестманнаэйяр, поэтому не может принимать другие морские суда.
Порт Ландейяхёбн открылся в 21 июля 2010 года. Первоначально предполагалось, что порт Ландейяхёбн будет работать круглогодично и не будет закрыт более чем 18-36 дней в году, а его закрытие в зимние месяцы составит максимум 30 дней. Но оказалось, что порт из-за неблагоприятных погодных условий — частых сильных штормов и заноса песком, Ландейяхёбн бывает закрыт более 150 дней в году.
Из-за того, что гавань постоянно заносит чёрным вулканическим песком, в порту Ландейяхёбн идёт непрерывная откачка песка (300—500 тысяч кубометров в год), что обходится государству в 2,5 миллиона долларов в год.
Порт имеет всего один причал, предназначенный для обслуживания парома Herjólfur и небольших катеров приписаных к порту, но в экстренной ситуации разрёшен заход других судов с соответствующей осадкой. Глубина у причала 7,5 м.
Дорога Ландейяхабнарвегюр 254 длиной 11,9 км соединяет порт с кольцевой дорогой Хрингвегюр 1 и дорогой Баккавегюр 253, ведущей к небольшому аэродрому Бакки (исл. Bakkaflugvöllur). Паром соединяет порт с аэропортом Вестманнаэйяр, обслуживающим регулярные региональные рейсы.

## Галерея

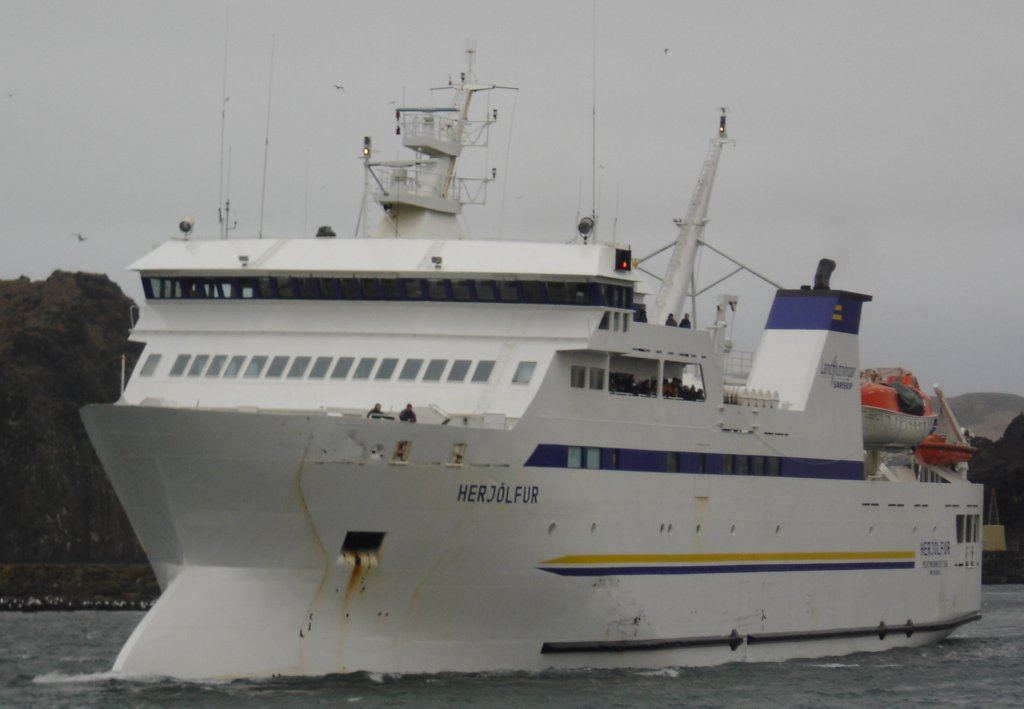
Паром Herjólfur
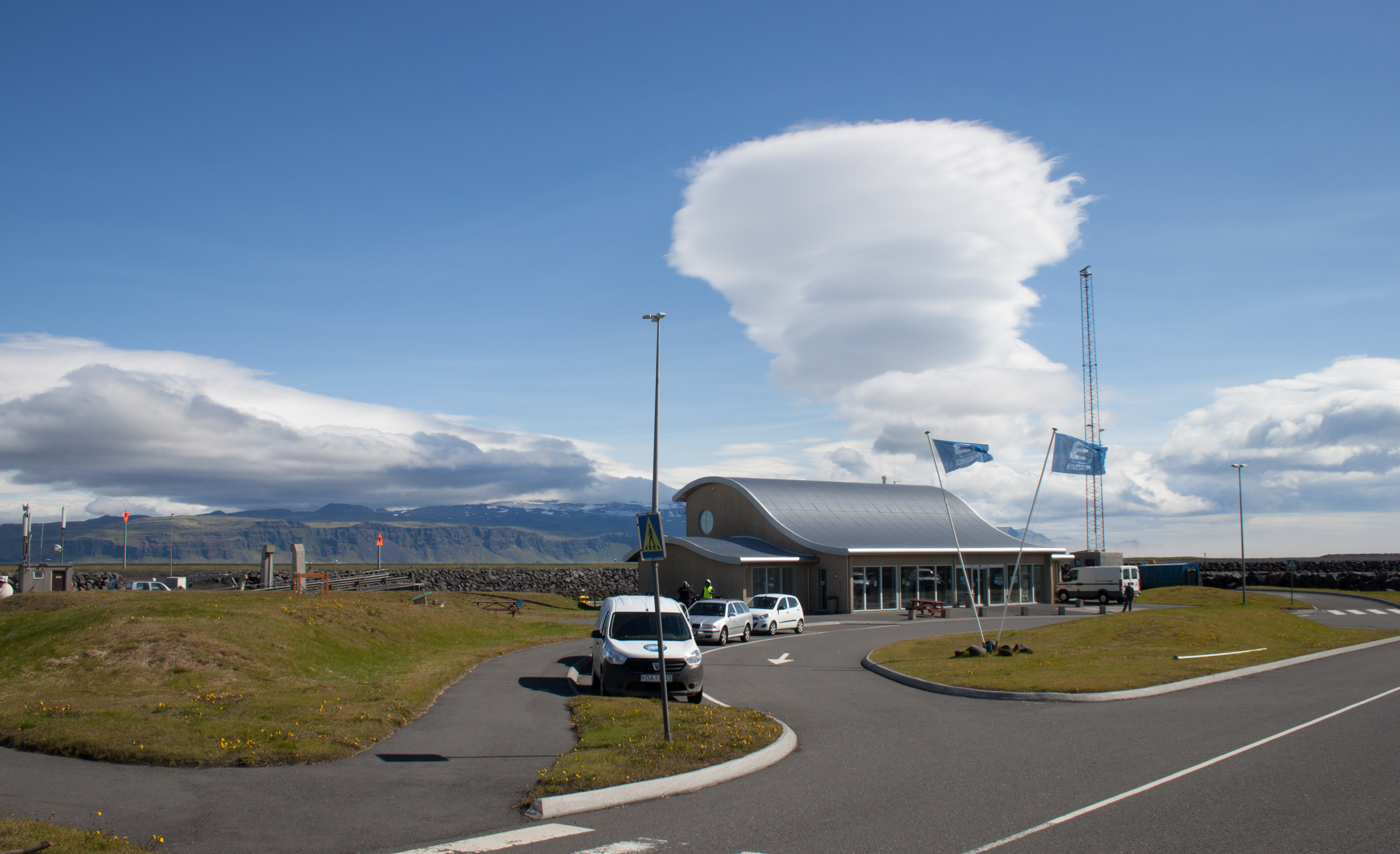
Вид на пассажирский терминал в порту Ландейяхёбн
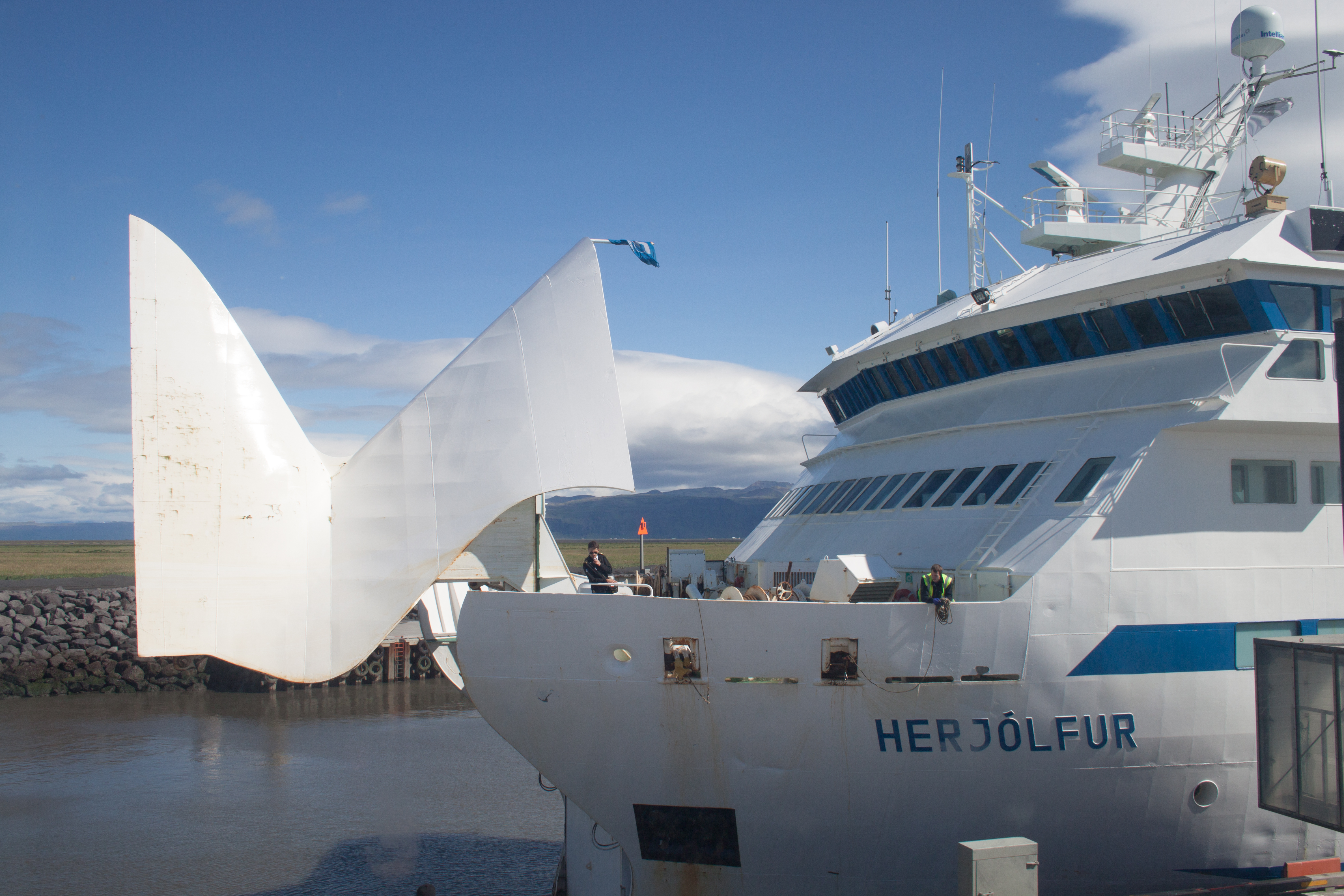
Прибытие парома Herjólfur
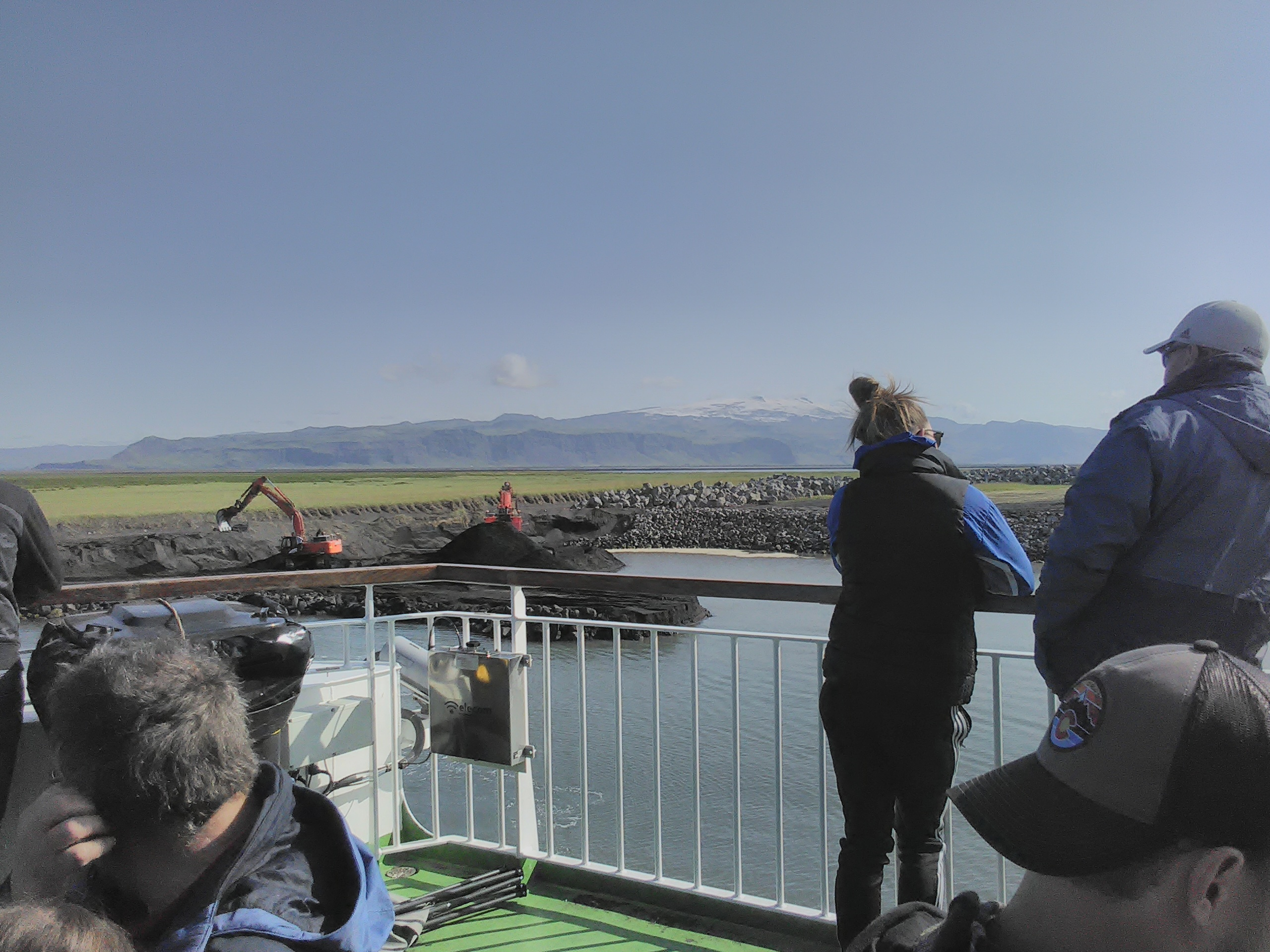
Откачиваемый из гавани песок
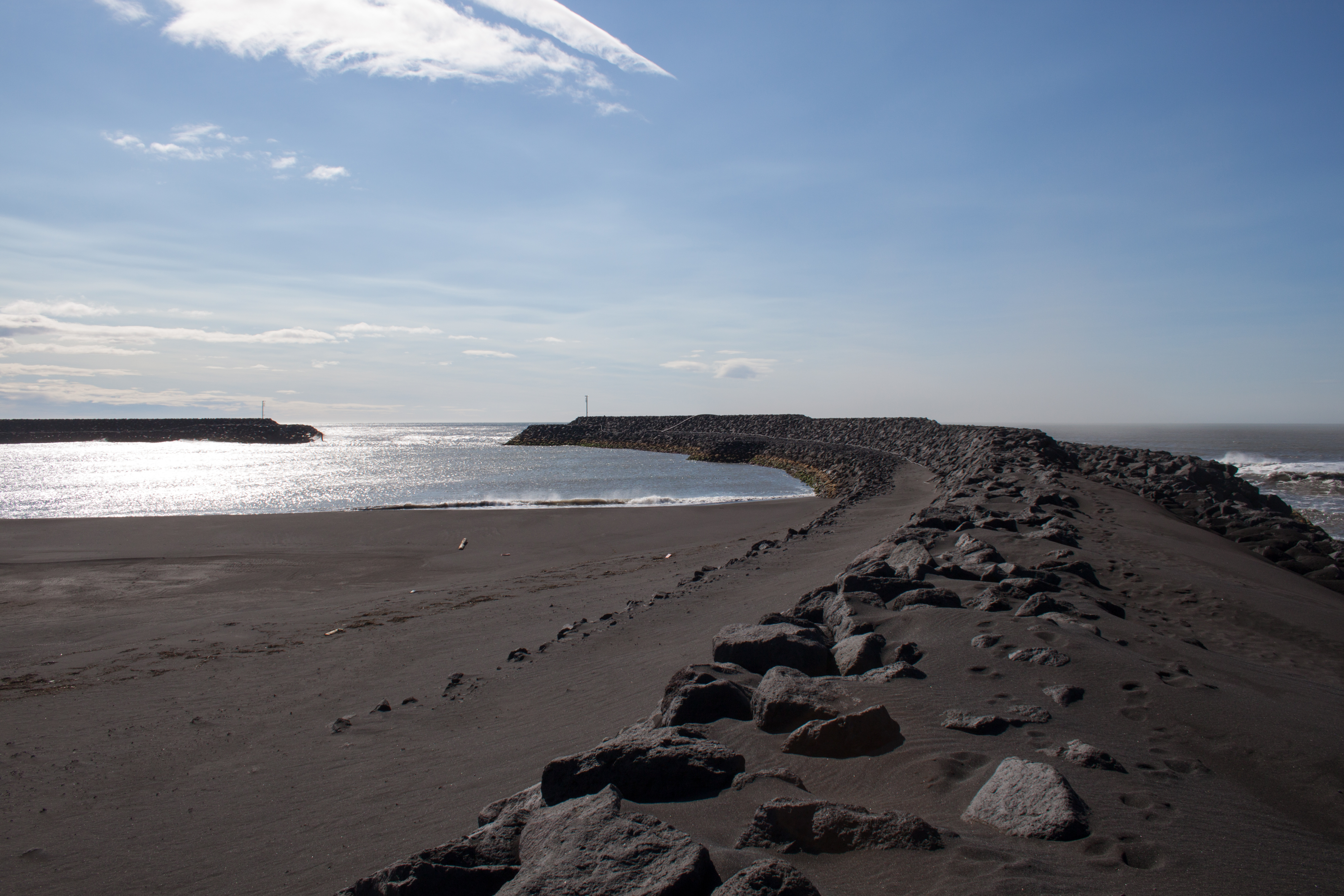
Вид на гавань
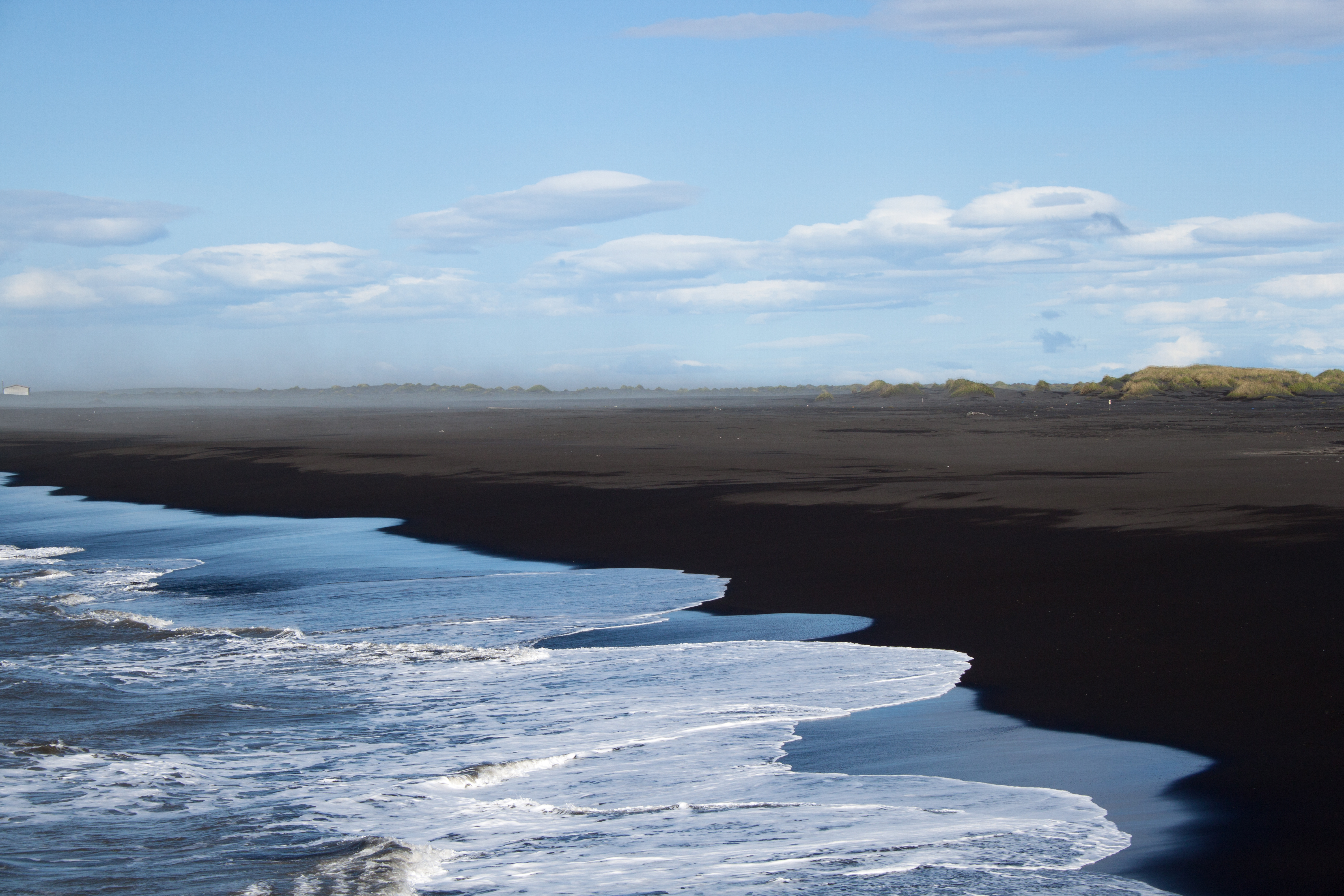
Вид на местность окружающую порт Ландейяхёбн
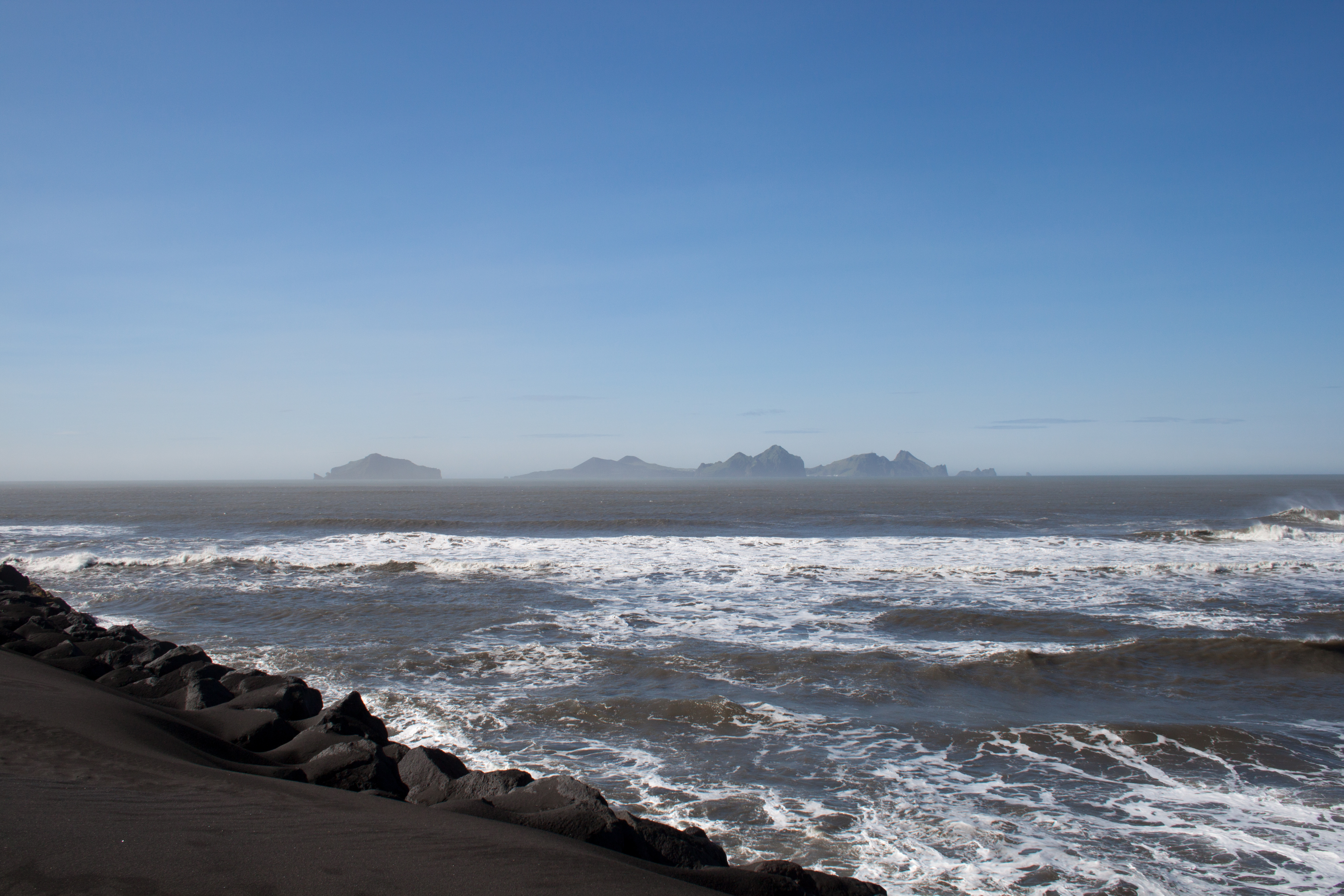
Вид на Вестманнаэйяр с песчаных дюн возле порта
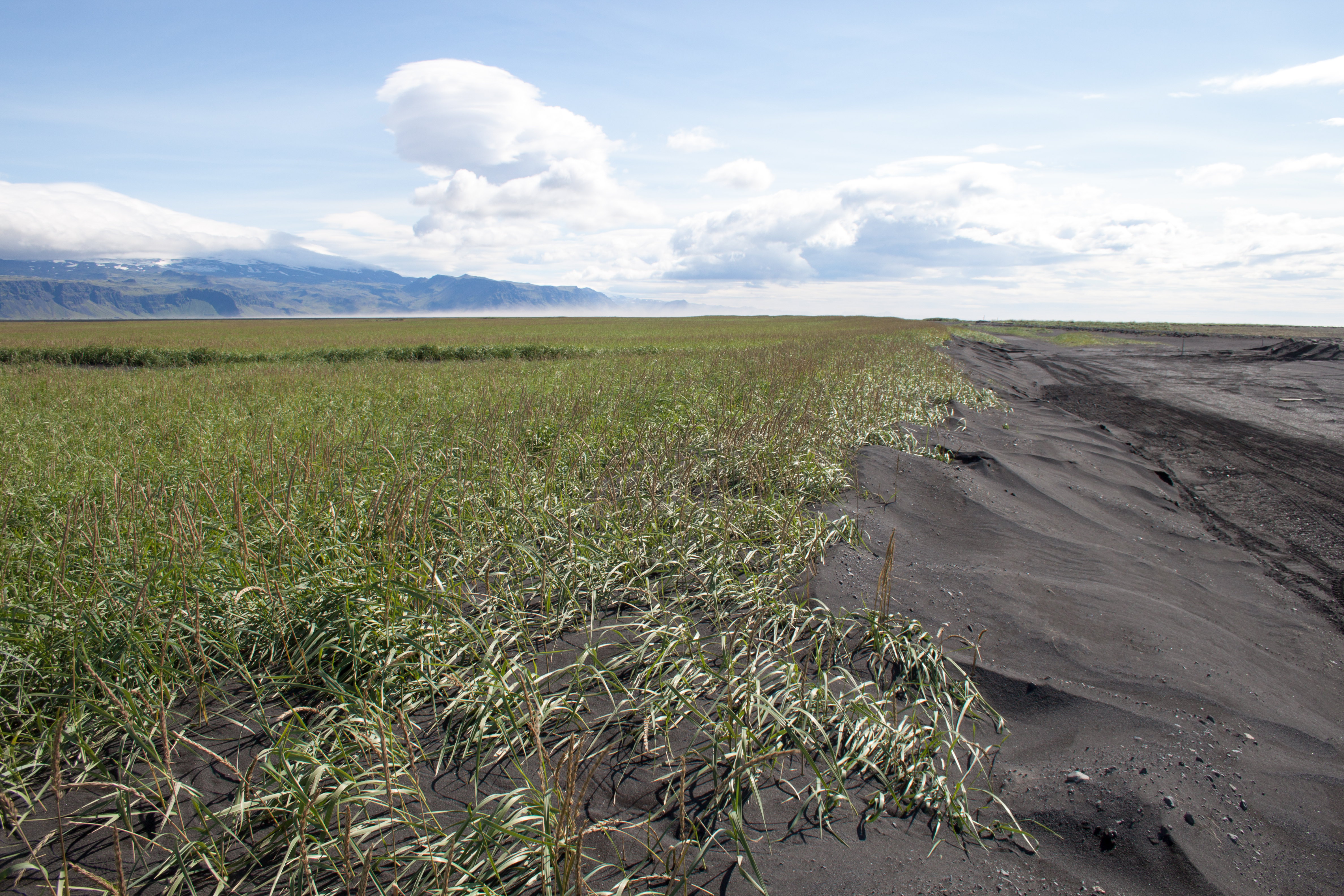
Песчаные дюны вокруг Ландейяхёбн